# Narella abyssalis
Narella abyssalis is een zachte koraalsoort uit de familie Primnoidae. De koraalsoort komt uit het geslacht Narella. Narella abyssalis werd in 2007 voor het eerst wetenschappelijk beschreven door Cairns & Baco. 